# L'ultimo avvertimento di Mr. Moto
L'ultimo avvertimento di Mr. Moto (Mr. Moto’s Last Warning) è un film statunitense del 1939 diretto da Norman Foster.
Si tratta del sesto di otto film che vede l'attore Peter Lorre interpretare il ruolo di Mr. Moto.